# Анри д'Артоа
Анри V, граф дьо Шамбор (на френски: Henri Charles Ferdinand Marie Dieudonne d'Artois, duc de Bordeaux, comte de Chambord) e крал на Франция, въпреки че никога не е официално обявен за такъв.
Син е на Шарл Фердинанд, херцог на Бери и Мария-Каролина от Двете Сицилии и внук на Шарл Х. Баща му е убит седем месеца преди неговото раждане и неприсъствието на член на съда в залата, където се е родил, дава възможност за оспорване на произхода му от неговите противници. Неговият дядо Шарл Х абдикира от френския престол в резултат на Юлската революция от 1830. Вместо да го провъзгласят за крал Анри V, противниците му обявяват за крал неговия братовчед Луи Филип. След това семейството му емигрира. След смъртта на дядо му през 1836 и чичо му Луи Антоан д`Артоа през 1844 става „старши“ претендент за френския трон.
Най-големият шанс за заемане на трона е през 1871 г. след поражението във Френско-пруската война (1871), но това не става най-вече поради желанието му да замени френския трикольор с белия кралски флаг с лилиите.
Погребан е в криптата на дядо си в църквата на францисканците в Гориция, тогава в Австрия, сега в Словения 1836.